# Økonomistyring
Økonomistyring er et fag-begreb der bliver brugt i økonomiafdelinger i større virksomheder over hele verden.
Medarbejdere der arbejder med økonomistyring, også kaldet management accounting, beskæftiger sig primært med fire typer opgaver:
- Registering; f.eks. nedskrivning af omkostninger, udgifter, indtægter og investeringer i virksomheden.
- Rapportering; f.eks. omkring virksomhedens processer og resultater. Dette kunne være en kvartalsrapport, der viser hvordan økonomien har været.
- Planlægning; f.eks. at angive retning for virksomheden og motivere medarbejdere til at arbejde i denne retning. Primært for at forbedre virskomhedens økonomi.
- Kontrol; f.eks. af virksomhedens aktitviteter og processer for at sikre sig, at der bliver brugt mindst muligt.

Til disse formål har økonomistyringsmedarbejderen en række metoder og værktøjer til rådighed som f.eks:
- Omkostningsallokeringsmetoder
- Activity Based Costing (ABC)
- Budgetter og variansanalyser
- Balanced scorecard (BSC)

Man kan dele økonomistyring op i to dele, nemlig beslutningstagen og
styring.

## Definition
Brugen af økonomiinformation til at træffe beslutninger og implementere disse beslutninger.
Udvidet definition(Amerikansk regnskabs-sammenslutning):
En værdiskabende forbedringsproces med det formål, at planlægge, designe, opbygge (etablere målinger) og drive/vedligeholde finansielle såvel som non-finansielle informationssystemer som guider ledelseshandlinger (beslutninger), styrer adfærd og støtter og skaber de kulturelle handlinger, som er nødvendige for at nå en virksomheds strategiske, taktiske og operationelle mål.

## Beslutningstagen (Traditionel erhvervsøkonomi)
Formål: Træffe beslutninger i overensstemmelse med marginalræsonnement
Begreber: Resursetræk, fleksible og kapacitesrelaterede
resurser, udgifter, præcision, multifunktionalitet/specialiseret,
udgiftsreduktion/indtægtsforøgelse etc

## Styring (Agentteori)
Formål: Minimering af agentomkostninger
Begreber: (Koordination) komplet, forvrængning, kongruens, isoleret/ikke Isoleret (Motivation) ugunstig udvælgelse, moralfare, kontrollerbarhedsprincip, effort averse etc…